# Alone (película de 2020)
Alone es una película estadounidense de 2020, del género thriller, dirigida por John Hyams y protagonizada por Jules Willcox y Marc Menchaca.

## Sinopsis
Una joven viuda (Jules Willcox) que viaja sola es secuestrada por un pervertido asesino (Marc Menchaca). Cuando logra escapar de su raptor, no solo tendrá que evitar que éste la descubra, sino también que luchar contra las inclemencias de la naturaleza.

## Reparto
- Jules Willcox - Jessica Swanson
- Marc Menchaca - Hombre
- Anthony Heald - Robert

## Producción
En diciembre de 2017, se anunció que Jules Willcox protagonizaría la película. El filme es un remake de la película sueca de 2011 Försvunnen de Mattias Olsson.